# Rønnaug Alten
Rønnaug Alten (9 février 1910 - 20 janvier 2001) est une actrice et professeur de théâtre norvégienne.

## Biographie
Elle naît à Tromsø, en Norvège, fille d'Emil Bredenbech Melle (1878–1950) et de Ragna Aass (1880–1975). Après le divorce de ses parents en 1913, elle est élevée par sa mère et son beau-père, le juge de la Cour suprême Edvin Alten (en) (1876-1967). Sa sœur Berit Alten (1915–2002) épouse l'historien littéraire Asbjørn Aarnes (1923–2013). Elle grandit à Kristiania (aujourd'hui Oslo) et fréquente l'École Frogner pour passer son Examen artium en 1928,.
En 1932, elle épouse l'acteur Georg Løkkeberg (en) (1909-1986). Leur mariage est dissous en 1947. Elle est la mère du réalisateur et scénariste Pål Løkkeberg (en) (1934–1998),.
Elle fait ses débuts à la Den Nationale Scene en 1930 dans le rôle de « Viola » dans la pièce La Nuit des rois de Shakespeare. Au cours de sa carrière, elle travaille pour divers théâtres, dont Det Nye Teater (1931–38), Nationaltheatret (1935), Trøndelag Teater (1945–48), Riksteatret (1949–51), Folketeatret (1952–59), Oslo Nye Teater (1959–68) et Teatret Vårt à Molde (1972–74). Sa dernière performance a lieu au Riksteatret en 1975.
Sa carrière cinématographique débute en 1936 avec un rôle sous la direction du réalisateur Olav Dalgard. Elle traduit et organise une série d'enregistrements pour la radio NRK. Elle est professeur de théâtre principalement pour les spectacles pour enfants. Elle est membre du conseil d'administration de l'association de soutien aux artistes Norsk Skuespillerforbund (no), et décorée Chevalier de première classe de l'Ordre de Saint-Olaf en 1982. Toujours en 1982, elle partage le Prix Guldbagge de la meilleure actrice aux 18e Guldbagge Awards avec Sunniva Lindekleiv et Lise Fjeldstad (en) pour leurs rôles dans Little Ida,.